# Virus ARN monocatenario positivo
Un virus ARN monocatenario positivo (abreviado virus ARNmc+ o virus (+)ssRNA en inglés) es un virus que tiene ácido ribonucleico (ARN) de cadena sencilla de sentido positivo como material genético y no se replica usando ADN intermedio. Pertenecen al Grupo IV de la clasificación de Baltimore. Es un grupo de virus del tipo ARN monocatenario, los cuales pueden clasificarse según el sentido o polaridad de su ARN en negativos o positivos. Los virus ARN positivos son idénticos al ARNm del hospedador y por lo tanto pueden ser inmediatamente traducidos por la célula hospedadora. Aunque el ARN purificado de un virus positivo puede causar directamente una infección, seguramente sea menos infeccioso que el virus completo. La replicación tiene lugar principalmente en el citoplasma y no es tan dependiente del ciclo celular como en los virus ADN.
Según los análisis evolutivos los virus ARN monocatenario positivo fueron los primeros virus de ARN que surgieron y posteriormente dieron origen a los demás tipos de virus de ARN. También fueron parte del viroma de las primeras formas de vida y son de origen precelular.
Los virus de este grupo infectan a todos los organismos celulares (animales, plantas, hongos, protistas, bacterias y arqueas), sin embargo el grupo es más predominanante en los animales y plantas. También incluye virus satélite, virus que dependen de otros virus para su replicación. Entre los virus de este grupo que afectan a los seres humanos, destacan SARS, SARS-CoV-2, fiebre amarilla, virus del Nilo Occidental, hepatitis C, dengue, poliomielitis, resfriado común, rubéola, hepatitis A, hepatitis E. De importancia en la agricultura es el mosaico del tabaco.

## Multiplicación
Los virus ARN de sentido positivo tienen genomas con la misma polaridad del ARNm y pueden ser empleados directamente para la síntesis de proteínas usando la maquinaria de traducción de la célula hospedadora. Una de estas proteínas codificadas es la ARN replicasa, una ARN polimerasa que copia el ARN viral sin necesidad de pasar por una cadena de ADN intermedia. 
| Síntesis de proteínas:  | ARNmc+ (=ARNm) → proteínas                                                 |
| Replicación del genoma: | ARNmc+ → ARNmc- → ARNmc+                                                   |
| Enzimas:                | RNA polimerasas codificadas por el virus: ARNmc+ → ARNmc-, ARNmc- → ARNmc+ |

Por tanto, la expresión genética de un virus ARN monocatenario positivo comienza con la traducción más que con la transcripción. Durante la traducción han de formarse varias proteínas a partir de la cadena de ARN inicial y dependiendo como se formen las distintas proteínas, podemos distinguir dos tipos de virus:
- Virus que generan cadenas de ARNm subgenómicas durante el ciclo replicativo.

- Virus en los cuales el genoma representa el único ARNm viral y la expresión es regulada principalmente a nivel traduccional y por la proteólisis limitada de poliproteínas.

En el primero de los casos, la multiplicación del virus comprende las siguientes etapas:

Esquema de la multiplicación de un virus ARNmc+ con generación de cadenas ARNm subgenómicas.

1. Traducción temprana del ARN como si fuese ARNm y obtención de las proteínas tempranas (reguladoras), entre ellas la ARN replicasa.
2. Síntesis del ARN monocatenario negativo a partir del molde de ARN monocatenario positivo por la ARN polimerasa y formación del complejo replicativo. El ARN monocatenario negativo no se libera, sino que permanece siempre asociado al complejo replicativo.
3. El complejo replicativo realiza la síntesis de ARN monocatenario positivo, ARNm y ARN monocatenario negativo.
4. Traducción tardía del ARN monocatenario positivo y ARNm y obtención de las proteínas tardías (estructurales), que probablemente fuerzan al complejo replicativo a producir un mayor porcentaje de ARN monocatenario positivo.
5. Ensamblado de las proteínas estructurales y del ARN monocatenario positivo y maduración de los viriones.

Esquema de la multiplicación de un virus ARNmc+ sin generación de cadenas ARNm subgenómicas.

En el caso en que no se generen cadenas de ARNm subgenómico, la expresión es regulada principalmente a nivel traduccional y por la proteólisis limitada de poliproteínas. De esta forma se producen varias proteínas a partir de la misma cadena de ARN.
El genoma puede ser no segmentado con un único ORF (Potyviridae, Picornaviridae y Secoviridae), no segmentado con varios ORF (Togaviridae, Caliciviridae y Tobamovirus), dos segmentos con un único ORF (Nodaviridae, Carmotetraviridae y Bymovirus), dos segmentos con varios ORF (Tobravirus, Furovirus y Enamovirus) o tres segmentos con varios ORF (Hordeivirus y Bromoviridae). El tamaño del genoma está comprendido entre menos de 5 y 30 kb (miles de bases).
Por huéspedes, ejemplos de taxones que infectan animales son las familias Picornaviridae, Caliciviridae, Flaviviridae, Astroviridae, Hepeviridae, Nodaviridae, el orden Nidovirales, entre otras, en plantas; Virgaviridae, Tombusviridae, Potyviridae, Secoviridae, Bromoviridae, Closteroviridae, entre otras, en hongos; Barnaviridae, Deltaflexiviridae, Hadakaviridae, Yadokariviridae, en protistas; Alvernaviridae, Marnaviridae. Otros taxones en cambio infectan huéspedes distintos por cruzado, bacterias y arqueas; la clase Leviviricetes, todo tipo de microorganismos; los filos Paraxenoviricota, Pomiviricota, Taraviricota y Wamoviricota, plantas y hongos; el orden Tymovirales, Botourmiaviridae, hongos y protistas; Narnaviridae y Mitoviridae, plantas, hongos y protistas; Endornaviridae. Ejemplos de virus satélite son Sarthroviridae, Albetovirus, Aumaivirus, Papanivirus y Virtovirus.

## Clasificación taxonómica
La clasificación taxonómica del ICTV y complementada con otros estudios es la siguiente:
- Filo Lenarviricota
- Filo Kitrinoviricota
- Filo Pisuviricota (en parte)
  - Clase Pisoniviricetes
  - Clase Stelpaviricetes
- Filo Paraxenoviricota
- Filo Pomiviricota
- Filo Taraviricota (en parte)
- Filo Wamoviricota
- Familias de colocación incierta
  - Familia Sarthroviridae
- Géneros de colocación incierta
  - Albetovirus
  - Aumaivirus
  - Papanivirus
  - Virtovirus

## Galería

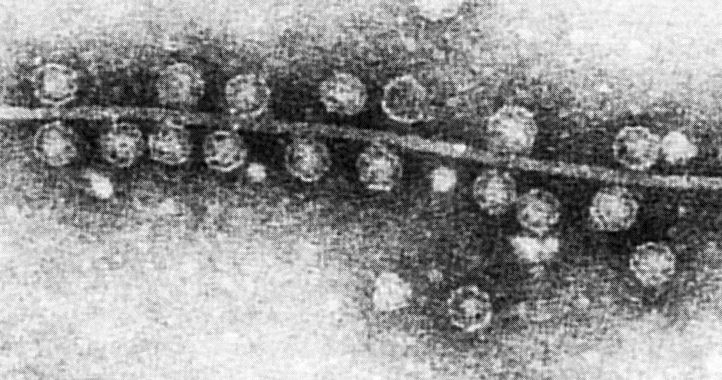
Bacteriófago Qβ (Fiersviridae)
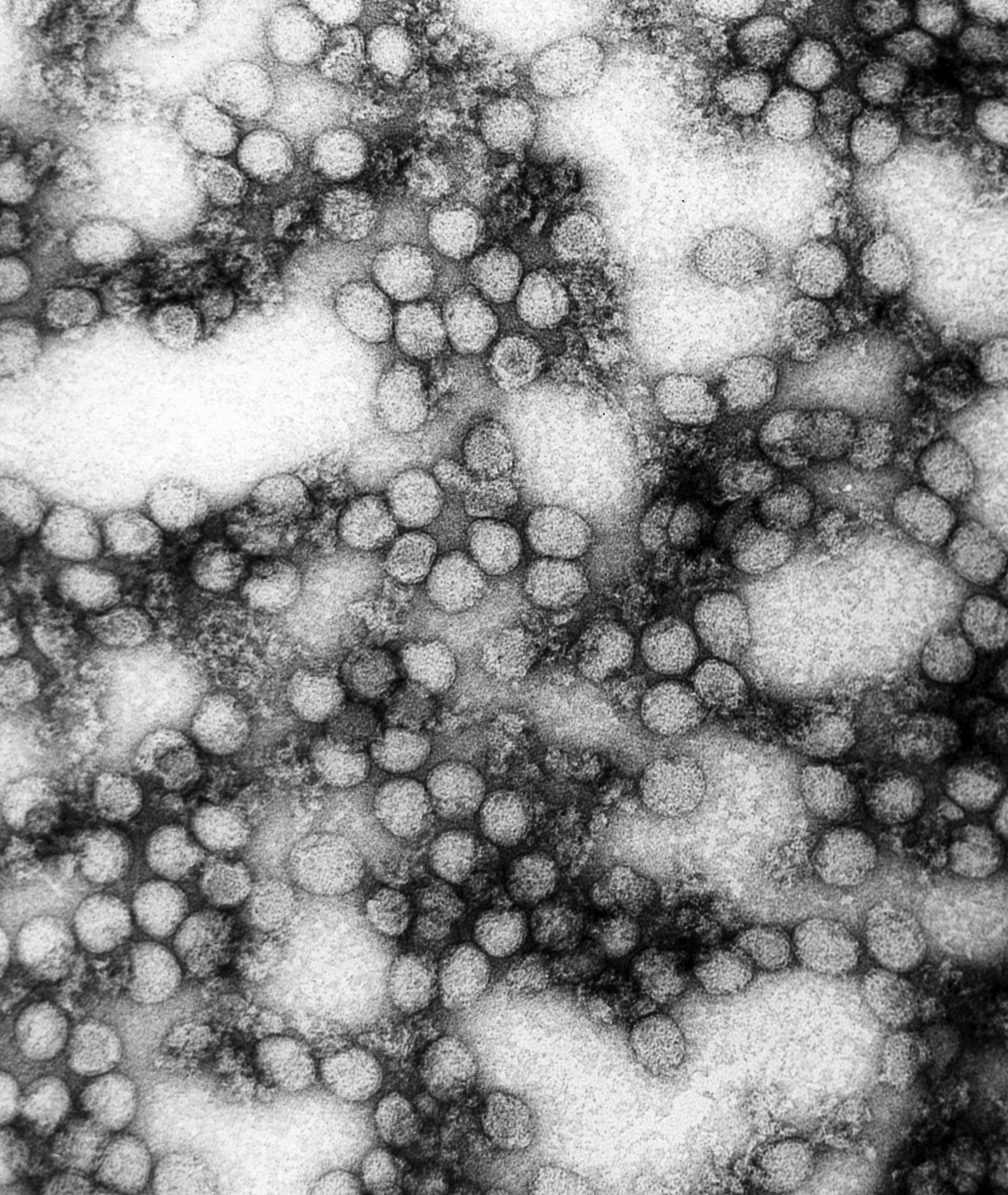
Fiebre amarilla (Flaviviridae)
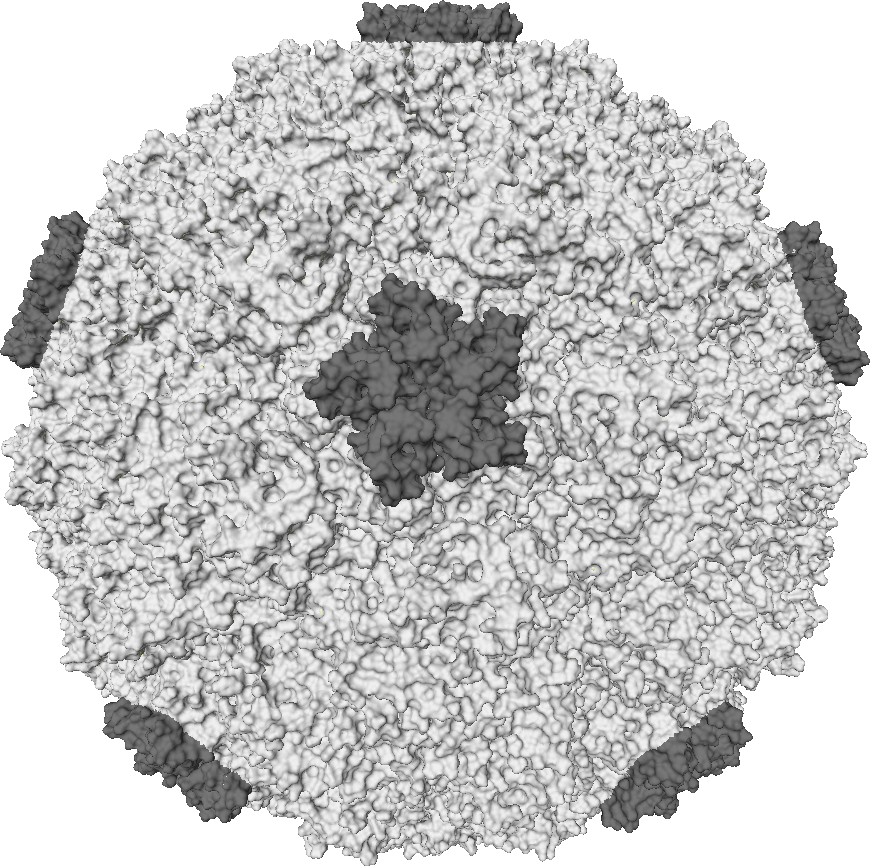
Resfriado común (Picornaviridae)
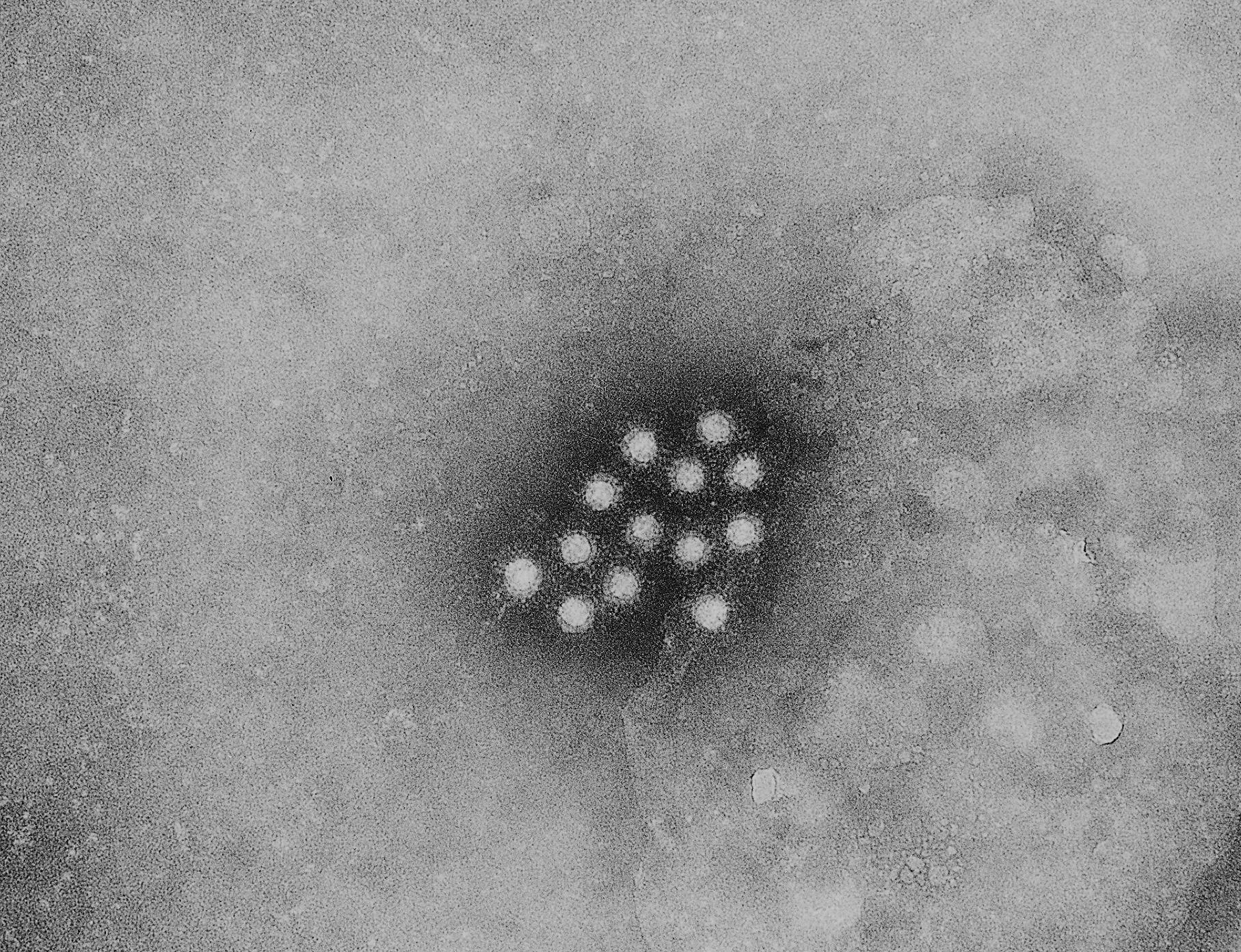
Hepatitis A (Picornaviridae)
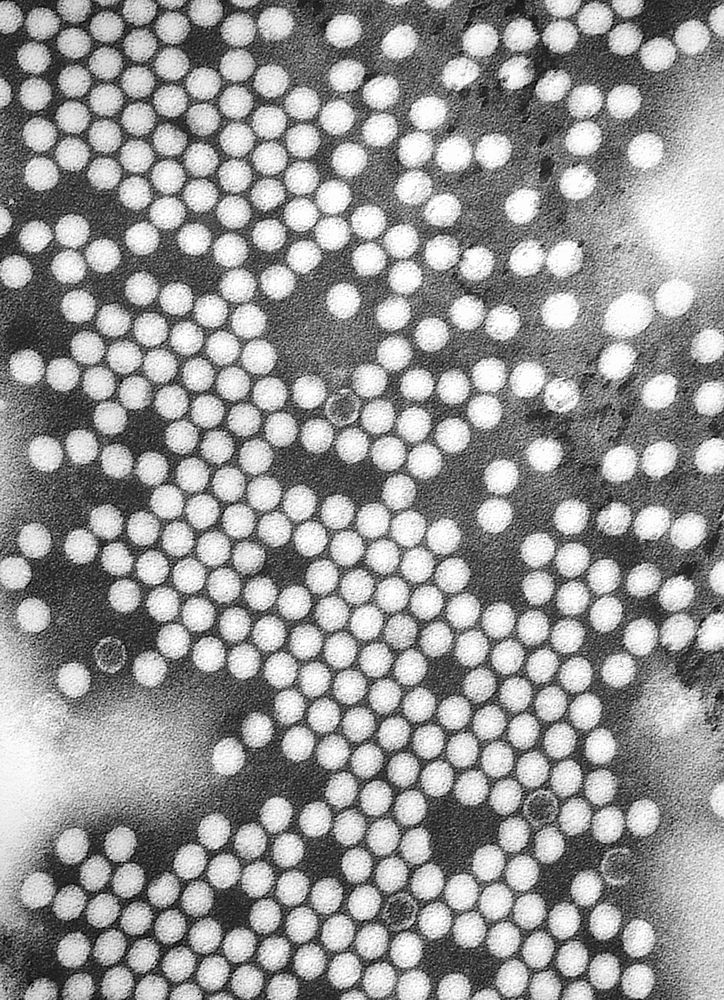
Poliomielitis (Picornaviridae)
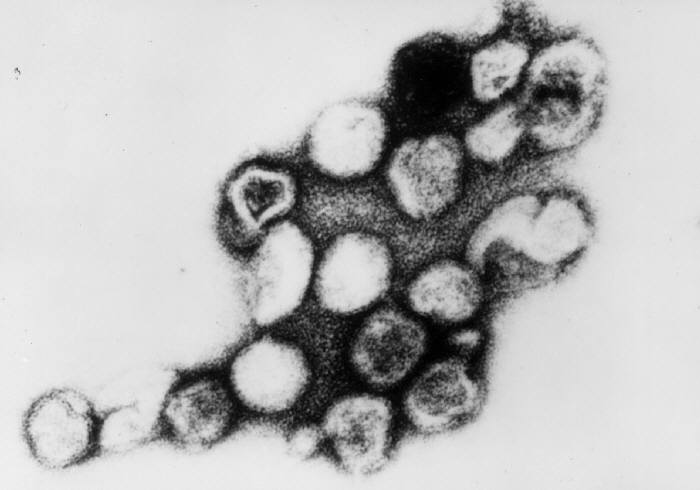
Rubéola (Matonaviridae)
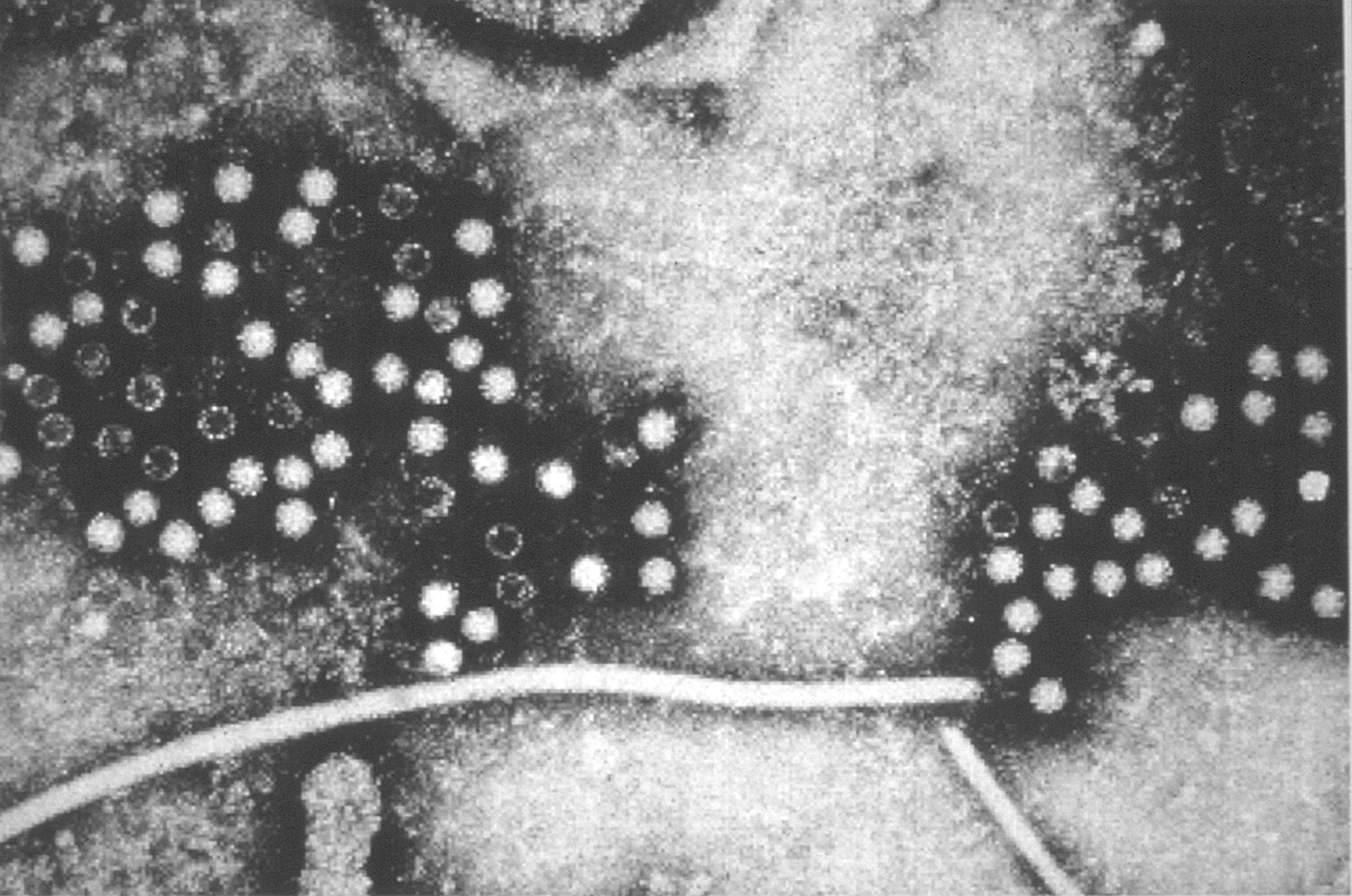
Hepatitis E (Hepevirus)
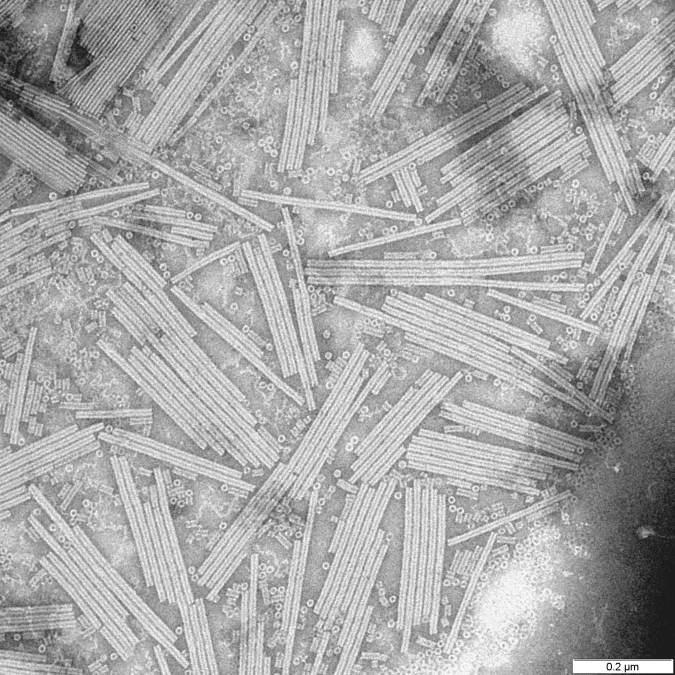
Mosaico del tabaco (Tobamovirus)